# Ailyn
Pilar Giménez García (Esplugas de Llobregat, Barcelona, 29. svibnja 1982.) znana po umjetničkom imenu Ailyn Giménez je katalonska pjevačica i kantautorica, najbolje poznata kao bivša pjevačica norveškog simfonijskog gothic metal-sastava Sirenia.
Prije nego što se je 2008. pridružila sastavu, bila je i jedna od natjecateljica španjolske inačice X Factora ali je ispala u četvrtoj epizodi.